# Folco di Calavra
com'om che sta lontano

e vedesi alungare

da cosa c'ama, vedesi noioso,

languisce stando sano,

perché non pote usare

la cosa che li piace,

per zo vado morendo;

dunqua non mi dispiace

tal morte soferendo,

ma vivere mi pare.»
(Incipit di D'Amor distretto vivo doloroso)
Folco di Calavra (XIII secolo) è stato un poeta italiano della scuola siciliana di Federico II.

## Biografia
Grazie alle ricerche fatte da Francesco Torraca e da Francesco Scandone nel 1904 si possono ricavare molte informazioni biografiche su questo poeta. Come riporta Aniello Fratta Folco di Calavra fu nipote di Pietro Ruffo di Calabria, conte di Catanzaro, e cugino (o fratello) di Giordano Ruffo, fu autore del  Liber mariscalciae, e inoltre giustiziere di Sicilia e poi Viceré. Nel 1250 firmò il testamento di Federico II, mentre l'anno successivo sottoscrisse due privilegi concessi da Corrado a Giustinopoli (Capodistria) e Parenzo. Come lo zio, fu nemico implacabile di Manfredi, e si distinse nell'opera di repressione delle città siciliane (fra cui Caltagirone, Mistretta, Piazza, Aidone e Castrogiovanni) insorte dopo l'atto di disubbidienza di Pietro Ruffo al principe svevo. Pietro fuggì a Napoli, dove era il papa; Folco solo resistette nei castelli di Santa Cristina e di Bovalino finché Federico Lancia, mutato l'assedio in blocco, non lo costrinse ad arrendersi. Correva l'anno 1256"

## Opere
Si conserva una canzone di quest'autore intitolata   D'Amor distretto vivo doloroso